# Alfred Noack
Pour les articles homonymes, voir Noack.
Alfred Noack (Dresde, 25 mai 1833 - Gênes, 21 novembre 1895) est un photographe italien d'origine allemande. Il est l'un des pionniers de la photographie. Son œuvre est considérée comme une réponse au vérisme pictural en vogue notamment dans la dernière partie du XIXe siècle.

## Biographie

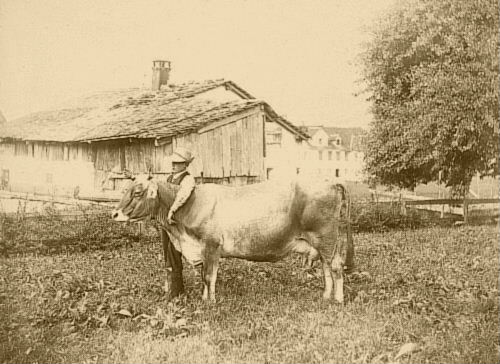
Fermier avec une vache, série coutumes de Ligurie, vers 1880

Alfred Noack est originaire d'Allemagne, il est issu d'une famille protestante de la petite bourgeoisie, son père, Carl August, était médecin. Il apprend les premiers rudiments de la xylographie, de l'illustration et de la gravure à l'académie de Dresde sous la conduite de Hugo Bürkner (de).
À peine âgé de vingt ans, il quitte son pays pour l'Italie et s'installe à Rome en 1856. Il travaille à l'institut d'archéologie allemand. Dans la future capitale, il a certainement des contacts avec des représentants de l'école romaine de la photographie et c'est à cette période qu'il décide d'entreprendre l'activité, alors innovante, de photographe.
Noack voyage beaucoup dans les villes du nord de l'Italie puis il s'installe définitivement à Gênes au milieu des années 1860. Depuis son atelier de Vico del Filo, au cœur du centre historique, il réalise des images poétiques qui ont fait le tour du monde et qui montrent une ville dont le tissu urbain et social est en perpétuelle transformation et les  personnes qui y vivent. Les plaques photographiques fixent des scènes de pêche dans les cités maritimes de la riviera ligure ou des aspects de la vie alpestre avec des agriculteurs au labeur ou des animaux au pâturage, sujets jusque-là uniquement traités en  peinture.
Il réalise de nombreuses vues panoramiques de Gênes par la technique du daguerréotype et des photographies représentant la Piazza Caricamento de Gênes bondée de travailleurs et de passants et celles d'enterrements au cimetière monumental Staglieno qui sont d'une particulière importance.
Noack  meurt 1895, il est enterré dans le secteur protestant du cimetière monumental de Staglieno dont les monuments funéraires furent un de ses sujets préférés.
En 1926, la propriétaire de l'atelier photographique qui appartient à Noack, Maria Paganini, vend, à la ville de Gênes, les archives de l'artiste qui se compose de 4 000 négatifs  sur plaque de verre.

## Collections
- Ville de Gênes.

## Galerie

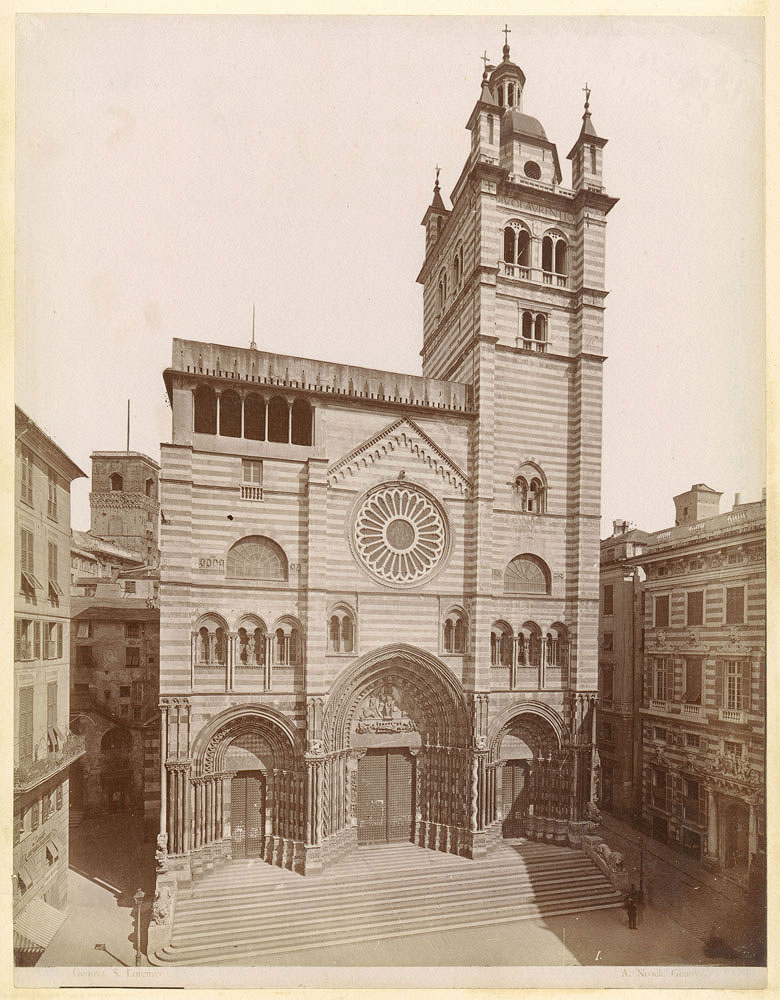
Cathédrale San Lorenzo de Gênes
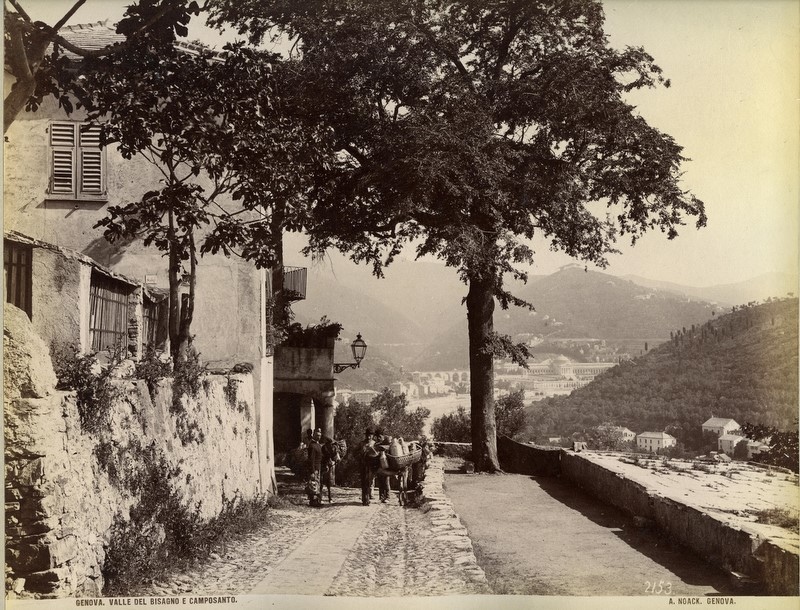
Valle del Bisagno
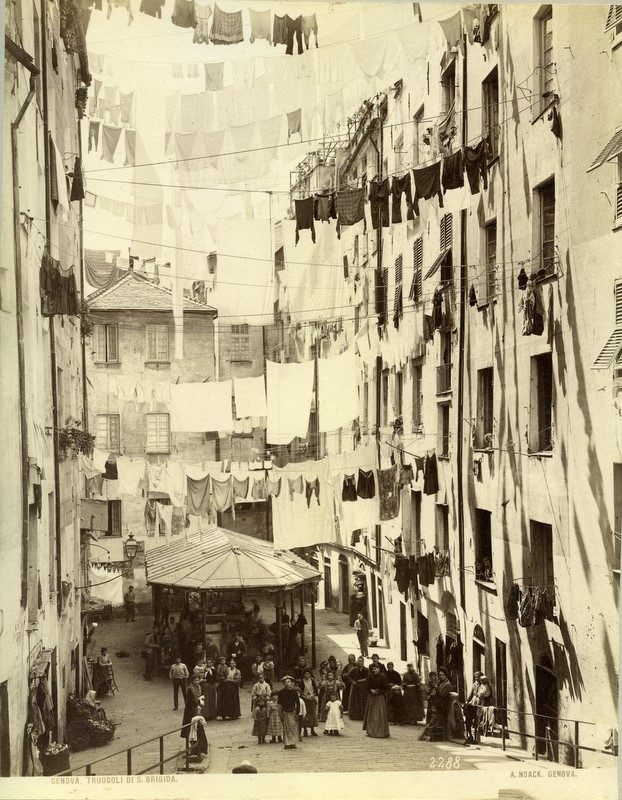
Santa Brigida
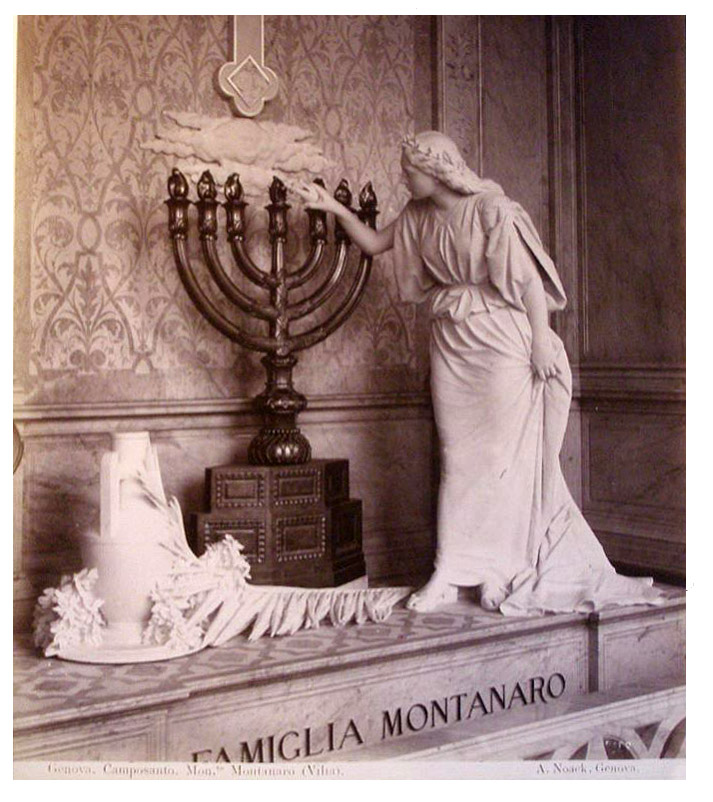
Monument funéraire au cimetière monumental de Staglieno
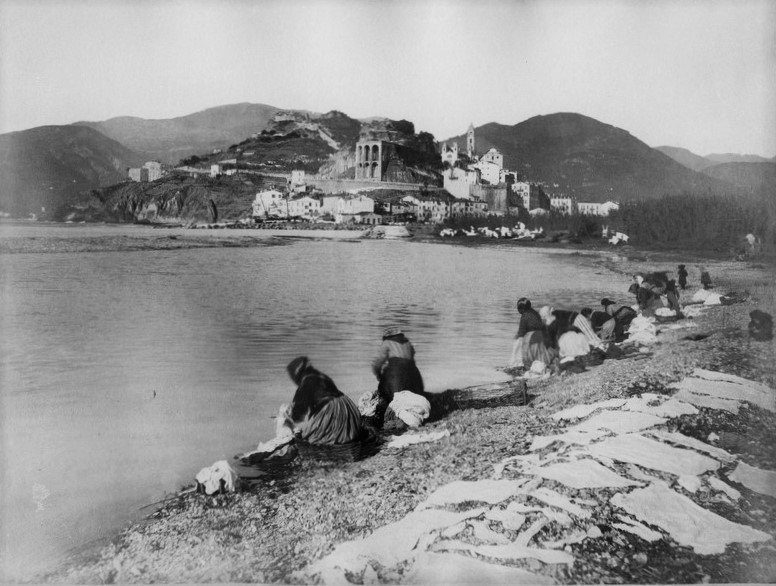
Lavandières à Vintimille
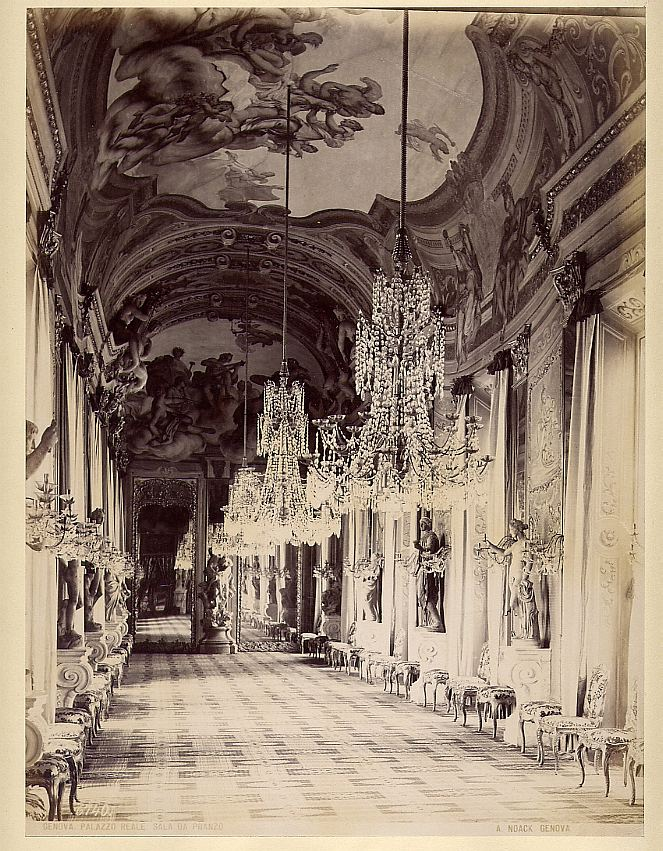
Palais royal de Gênes
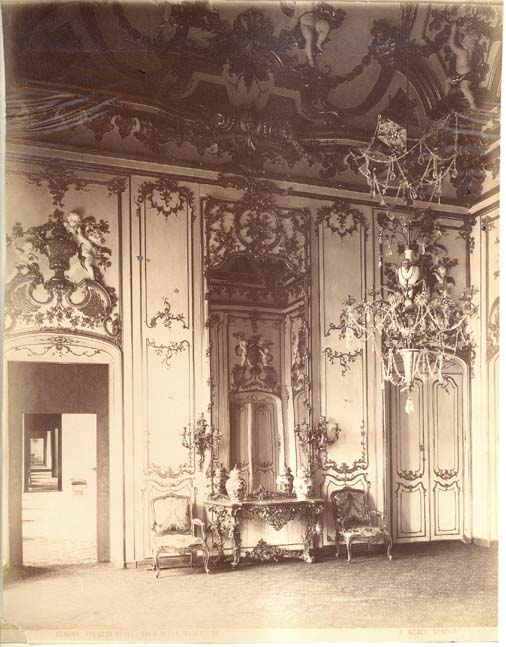
Palais Pallavicino de Gênes
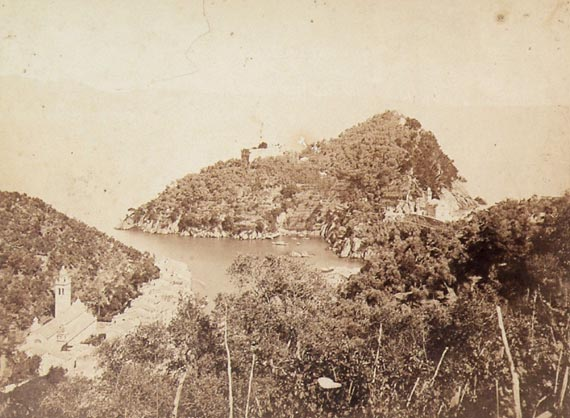
Promontoire de Portofino